# Roman Kresta

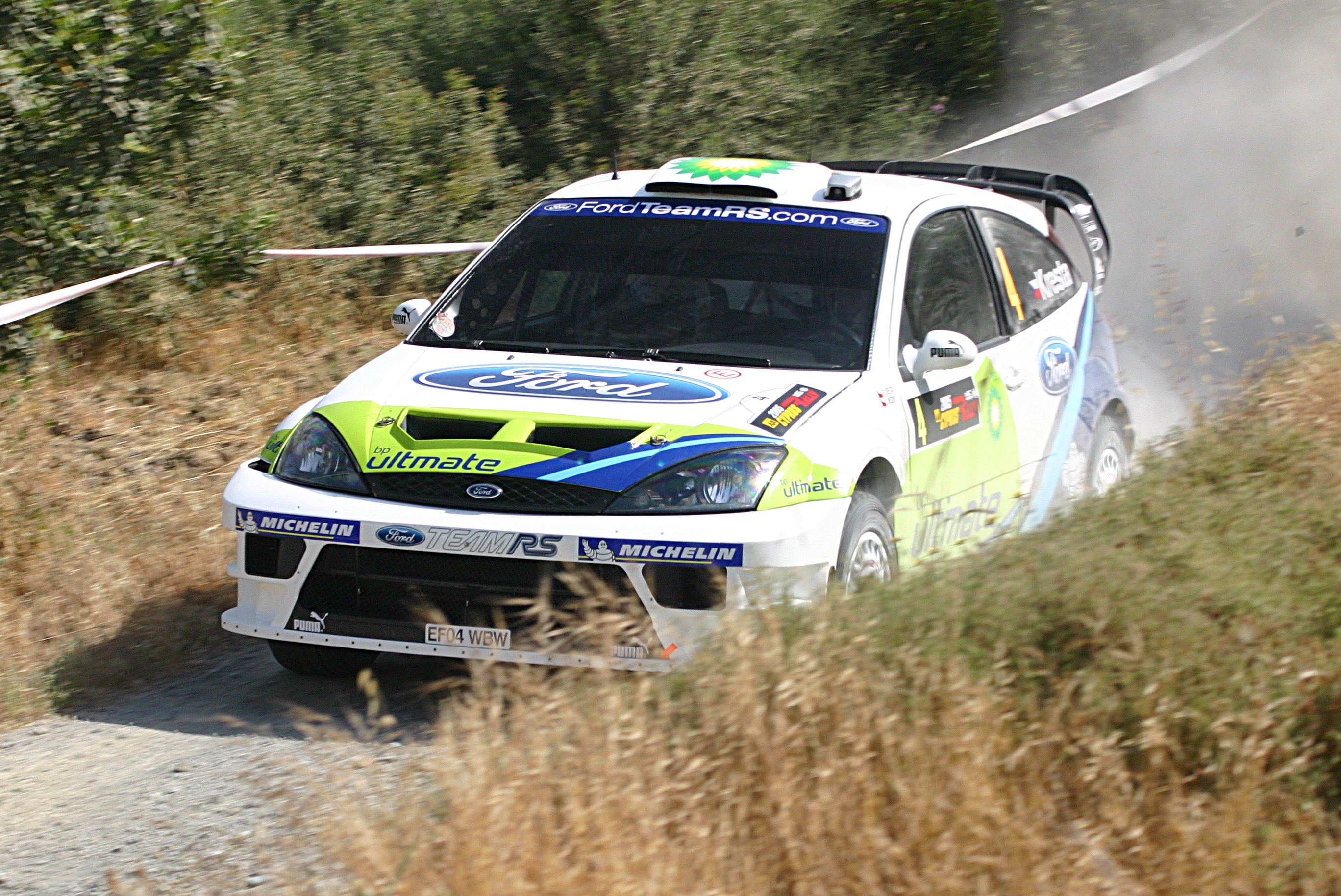
A Ford gyári versenyzőjeként 2005-ben

Roman Kresta (Gottwaldov, 1976. április 24. –) cseh autóversenyző. 2000-ben cseh ralibajnok, a Ford gyári versenyzője a 2005-ös szezonban.

## Pályafutása
2001-ben debütált a rali-világbajnokságon egy Ford Focus WRC-vel. Sokáig privátként indult világbajnoki futamokon, majd 2005-ben a Ford gyári csapatában kapott helyet.